# Тардиф, Люк (младший)
Люк Тарди́ф (фр. Luc Tardif, род. 30 ноября 1984, Руан) — французский хоккеист, крайний нападающий. В настоящее время является одновременно игроком, генеральным менеджером и играющим тренером клуба «Марсель». Сын франко-канадского хоккейного тренера и президента ИИХФ Люка Тардифа-старшего.

## Карьера

### Клубная
Воспитанник школы хоккея города Руана, в сезоне 2001/2002 дебютировал в Лиге Магнуса в составе команды «Драгон де Руан», с которой выиграл Кубок Франции. Один сезон отыграл в молодёжном составе финской команды ХПК из Хямеэнлинны, в сезоне 2003/2004 вернулся во Францию в состав клуба «Мюлуз». По окончании сезона Тардиф-младший перешёл в команду «Ур де Вильяр-де-Лан», спустя три года перешёл в «Морзин-Аворияз», с которым два сезона играл в Лиге Магнуса. С 2009 по 2011 годы снова выступал в родном клубе «Драгон де Руан», с которым в 2010 году выигрывал чемпионат Франции и Кубок Лиги, а в следующем году снова стал чемпионом Франции и выиграл на этот раз уже Кубок Франции. Сезон 2011/2012 Люк провёл за океаном в Восточно-американской хоккейной лиге за «Флорида Эверблейдз», а в 2012 году вернулся на родину и заиграл в составе «Брюлер де Луп де Гренобль».

### В сборной
В сборной до 18 лет Люк играл на чемпионате мира в группе C в 2002 году, в сборной до 20 лет — в группе B в 2003 и 2004 годах. В основной сборной выступал на чемпионатах мира с 2006 по 2011 годы (с 2008 года в Высшем дивизионе).

## Достижения
- Чемпион Франции: 2010, 2011
- Победитель Кубка Франции: 2002, 2011
- Победитель Кубка Лиги: 2010
- Победитель Кубка Чемпионов: 2010
- Игрок символической сборной Лиги Магнуса: 2007, 2010
- Победитель чемпионата мира среди юниоров во втором дивизионе: 2002
- Победитель чемпионата мира в первом дивизионе: 2007